# Il luogo delle ombre (film)
Il luogo delle ombre (Odd Thomas) è un film del 2013 diretto da Stephen Sommers.
Il film è un adattamento cinematografico de Il luogo delle ombre di Dean R. Koontz, primo romanzo della serie Odd Thomas. Il protagonista Odd Thomas è interpretato da Anton Yelchin.

## Trama
Odd Thomas lavora presso la tavola calda di Pico Mundo, cittadina della California meridionale situata nel deserto del Mojave. Sembrerebbe un ragazzo come tanti altri, ma Odd ha un dono speciale; può percepire la presenza dei defunti con qualcosa di sospeso e non solo.
I defunti gli appaiono per aiutarlo a risolvere i crimini di cui sono stati vittime ed aiutarlo per prevenire future carneficine. Un giorno nella tavola calda appare un misterioso uomo, che Odd soprannomina "Fungus Man" (a causa della sua carnagione che ricorda la muffa e del suo bizzarro taglio di capelli), seguito da un grande sciame di bodachs, creature oscure che appaiono solamente durante i periodi antecedenti a morti e carneficine.
Grazie al suo dono soprannaturale, Odd intuisce che il misterioso uomo è collegato a un'imminente catastrofe che sta per abbattersi sulla città. Odd avrà solo 24 ore di tempo per sventarla.

## Distribuzione
Il film è stato presentato in anteprima alla 5ª edizione del River Bend Film Festival nell'aprile 2013. In Italia doveva essere distribuito dalla Eagle Pictures il 19 settembre 2013, ma a causa di problemi di vario tipo la sua uscita è stata posticipata al 23 luglio 2015 dalla casa di distribuzione Barter Entertainment.